# Silvia Bussoli
Silvia Bussoli (Pavullo nel Frignano, 22 novembre 1993) è una pallavolista italiana, schiacciatrice del Pinerolo.

## Carriera

### Club
La carriera di Silvia Bussoli inizia nella stagione 2011-12, in Serie B2, con il Vignola. Per la stagione 2012-13 è nel Cadelbosco, in Serie A2; nell'annata 2014-15 si trasferisce al Pinerolo, in Serie B1, stessa categoria dove milita per la stagione successiva, vestendo la maglia del San Lazzaro.
Per il campionato 2016-17 si accasa al Pesaro, in serie cadetta, con cui ottiene la promozione in Serie A1, che disputa nella stagione seguente con lo stesso club. Nell'annata 2018-19 torna in Serie A2 con la Zambelli Orvieto, mentre in quella 2019-20 viene ingaggiata nuovamente dal Pinerolo, sempre in Serie A2: a seguito della promozione al termine della stagione 2021-22, partecipa alla Serie A1 a partire dal campionato 2022-23.